# Burkhard Schöbener
Burkhard Schöbener (* 1961) ist ein deutscher Rechtswissenschaftler und Hochschullehrer an der Universität zu Köln.

## Leben und Werk
Nach dem Studium der Rechtswissenschaften legte Schöbener 1987 sein Erstes Juristisches Staatsexamen ab. Während des Studiums war er Teil der Marburger Burschenschaft Germania. 1991 wurde er an der Universität Würzburg zum Dr. iur. promoviert. Ein Jahr später legte er auch sein Zweites Staatsexamen ab. Anschließend arbeitete er als wissenschaftlicher Assistent am Institut für Völkerrecht, Europarecht und internationales Wirtschaftsrecht der Universität Würzburg. Dort war er tätig, bis 1998 seine Habilitation abschloss und die Venia legendi für die Fächer Öffentliches Recht, Völkerrecht, Europarecht erhielt. In der Folge war an vorbenanntem Institut bis 2002 als Oberassistent tätig.
Nach Lehrstuhlvertretungen an den Universitäten Regensburg, Halle-Wittenberg, Würzburg und Köln trat Schöbener zum Wintersemester 2002/03 die ordentliche Professur für Öffentliches Recht, Völker- und Europarecht an der Universität zu Köln an, die er seitdem innehat.
Schöbeners Forschungsschwerpunkte liegen vor allem im Völkerrecht. Dort widmet er sich vor allem dem Investitionsschutz, vor allem bi- und multilateralen Investitionsschutzabkommen und der Schiedsgerichtsbarkeit, politischen und völkerrechtlichen Funktionsbedingungen des Systems kollektiver Sicherheit wie bei der UNO sowie den verfassungs- und verwaltungsrechtlichen Maßgaben staatlicher Auswahl- und Vergabeentscheidungen. Im September 2019 gehörte er zu den etwa 100 Staatsrechtslehrern, die sich mit dem offenen Aufruf zum Wahlrecht Verkleinert den Bundestag! an den Deutschen Bundestag wandten.

## Schriften (Auswahl)
- Die amerikanische Besatzungspolitik und das Völkerrecht. Peter Lang, Frankfurt am Main 1991, ISBN 978-3-631-43967-8 (Dissertation).
- mit Dieter Blumenwitz: Stabilitätspakt für Europa: Die Sicherstellung mitgliedstaatlicher Haushaltsdisziplin im Europa- und Völkerrecht. Peter Lang, Frankfurt am Main 1997, ISBN 978-3-631-31937-6.
- mit Ralf Jahn: Fälle zum öffentlichen Wirtschaftsrecht. 2. Auflage. C.H. Beck, München 2009, ISBN 978-3-406-59642-1.
- mit Jochen Herbst und Markus Perkams: Internationales Wirtschaftsrecht. C. F. Müller, Heidelberg 2010, ISBN 978-3-8114-9738-2.
- Völkerrecht - Lexikon zentraler Begriffe und Themen. C.F. Müller, Heidelberg 2014, ISBN 978-3-8114-4131-6.
- mit Matthias Knauff: Allgemeine Staatslehre. 4. Auflage. C.H. Beck, München 2019, ISBN 978-3-406-73498-4.
- Europarecht - Lexikon zentraler Begriffe und Themen. C.F. Müller, Heidelberg 2019, ISBN 978-3-8114-5856-7.